# Marina Jurlova
Marina Maksimilianovna Jurlova (in russo Мари́на Максимилиа́новна Ю́рлова?; Raevskaja, 25 febbraio 1900 – New York, 1º aprile 1984) è stata una militare, scrittrice e ballerina russa naturalizzata statunitense.

## Biografia
Figlia di un colonnello cosacco, si arruolò nell'esercito imperiale all'età di 14 anni seguendo il padre al fronte. Servì inizialmente lungo il fronte caucasico, rimanendo ferita durante una missione di sabotaggio di ponti lungo il fiume Aras. Dopo essere stata medicata a Baku, fu inviata come meccanico e autista sul fronte orientale.
Dopo lo scoppio della rivoluzione d'ottobre, si unì al movimento bianco durante la Guerra civile russa. Ferita da un agguato bolscevico durante un pattugliamento, venne inviata a un ospedale a Omsk, dove si riprese dallo shock e dalle ferite riportate. Di lì, grazie all'intervento di un ufficiale amico, ottenne la possibilità di essere trasferita all'ospedale statunitense di Vladivostok. Il treno, tuttavia, rimase bloccato in piena steppa siberiana, intrappolato fra due armate bolsceviche.
In compagnia di circa un centinaio di lealisti, Yurlova affrontò un mese circa di cammino fino a Vladivostok, dove fu finalmente ricoverata. Dopo la degenza, le fu accordato il passaporto e un passaggio su una nave diretta in Giappone. Da lì, nel 1922, emigrò negli Stati Uniti, dove si esibì come ballerina e si sposò, diventando cittadina statunitense nel 1926.
Lungo gli anni trenta, pubblicò la sua storia in tre distinti volumi: Cossack Girl (1934), dove coprì gli eventi dall'inizio della guerra fino al crollo del regime tsarista; Russia, Farewell (1936), che riguarda gli eventi fino alla sua emigrazione oltreoceano del 1922; The Only Woman (1937), che racconta i suoi anni negli Stati Uniti.
Morì il 1º aprile 1984 a New York.

## Adattamenti televisivi
Le vicende della vita di Marina Jurlova comprese fra il 1914 e il 1922 sono state raccontate in vari episodi della docufiction 14 - I diari della Grande Guerra e del suo sequel 1918-1939 - La pace fragile. In entrambi i casi, è stata interpretata da Natalia Witmer.

## Opere
- (EN) Marina Jurlova, Cossack Girl, New York, Macaulay, 1934, ISBN non esistente.
  - (EN) Marina Jurlova, Cossack Girl, Heliograph, 2010, ISBN 9781930658707.
- (EN) Marina Jurlova, Russia, Farewell, Londra, M. Joseph, 1936, ISBN non esistente.
- (EN) Marina Jurlova, The Only Woman, New York, Macaulay, 1937, ISBN non esistente.